# استان باک گیانگ
استان باک گیانگ (به لاتین: Bắc Giang Province) یک استان در ویتنام است که در منطقه شمال شرقی ویتنام واقع شده‌است.

## خصوصیات
استان باک گیانگ ۳٬۸۲۷٫۴۵ کیلومترمربع مساحت و ۱٬۶۲۸٬۴۰۰ نفر جمعیت دارد.

## نگارخانه

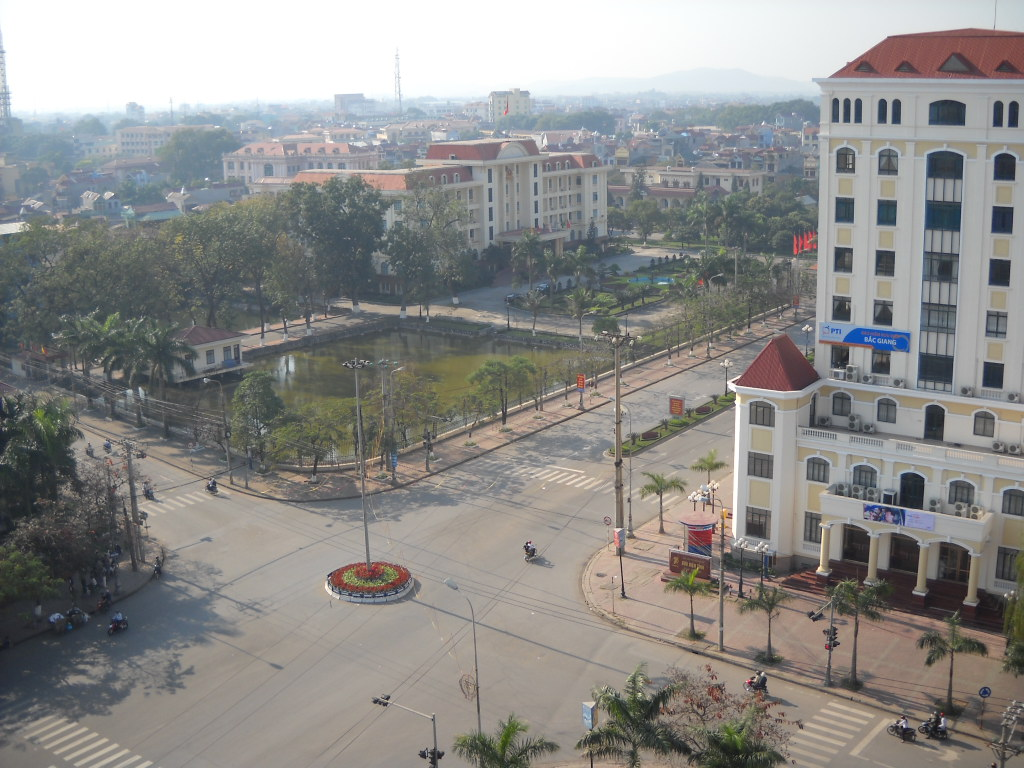
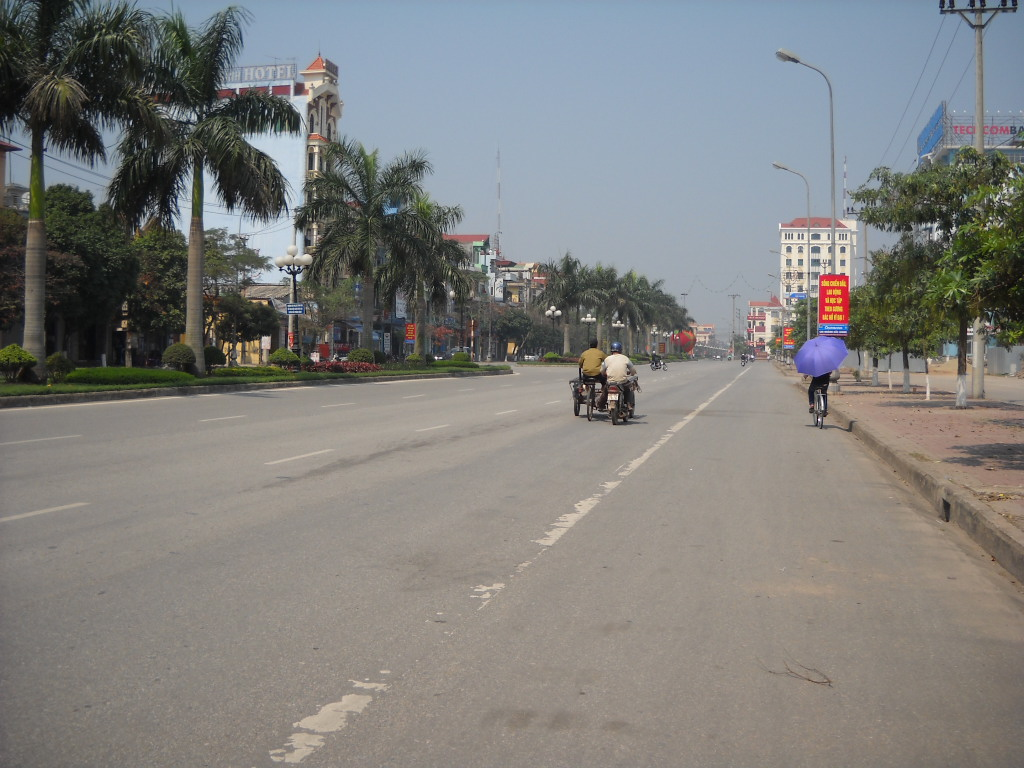
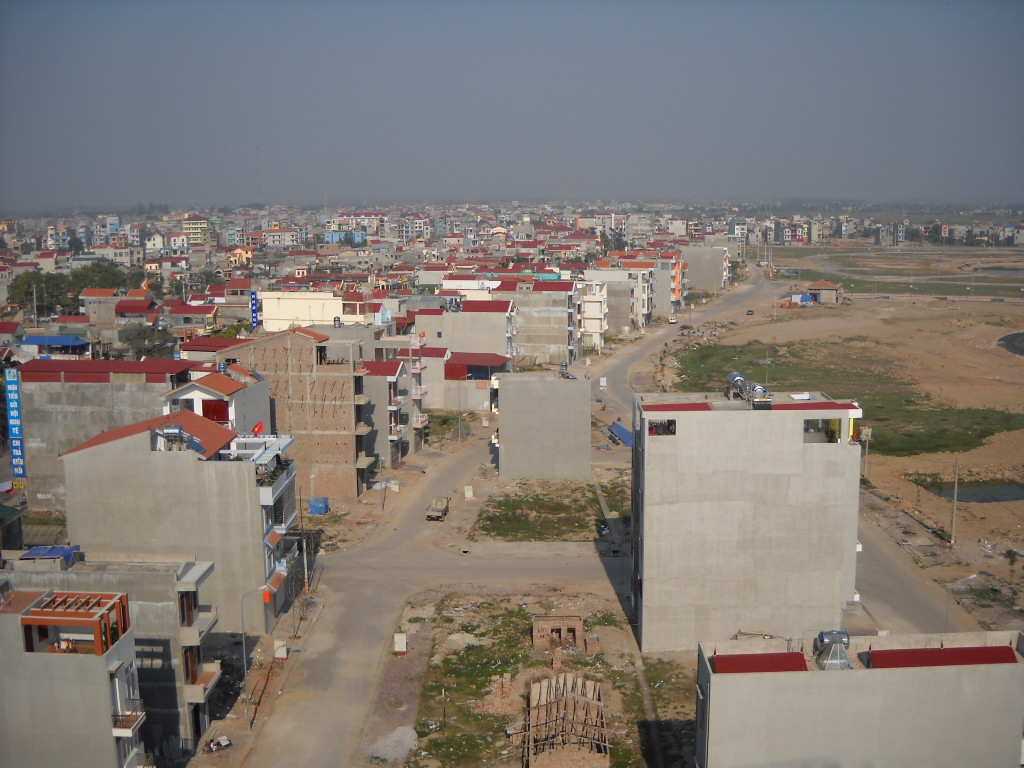
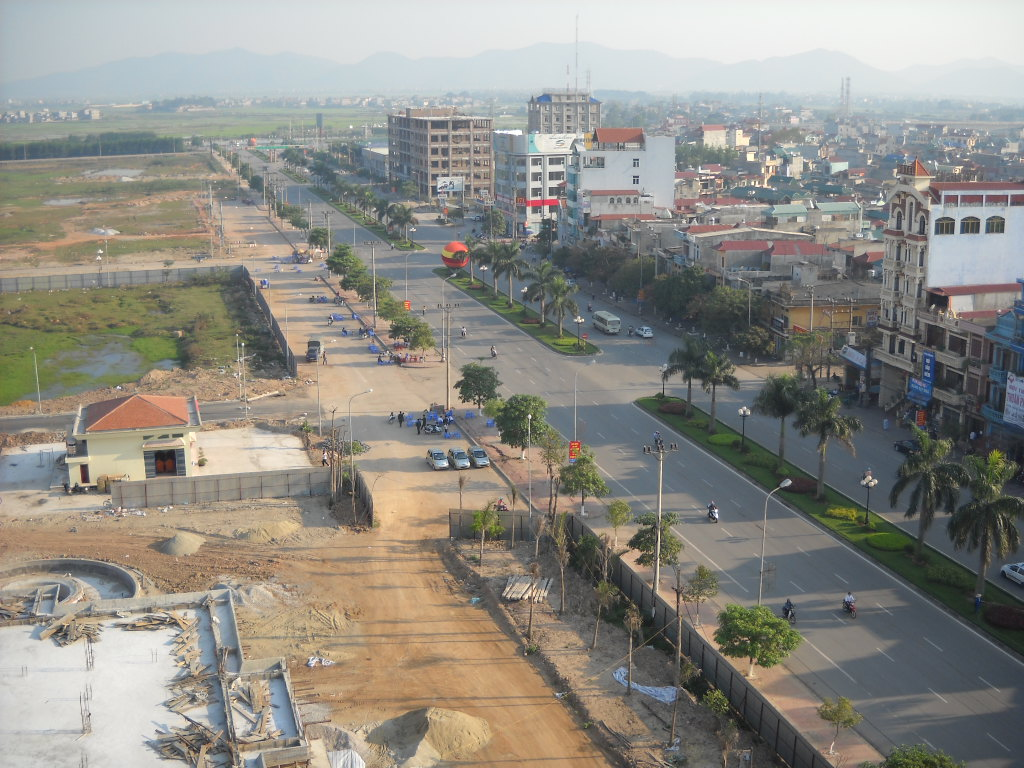
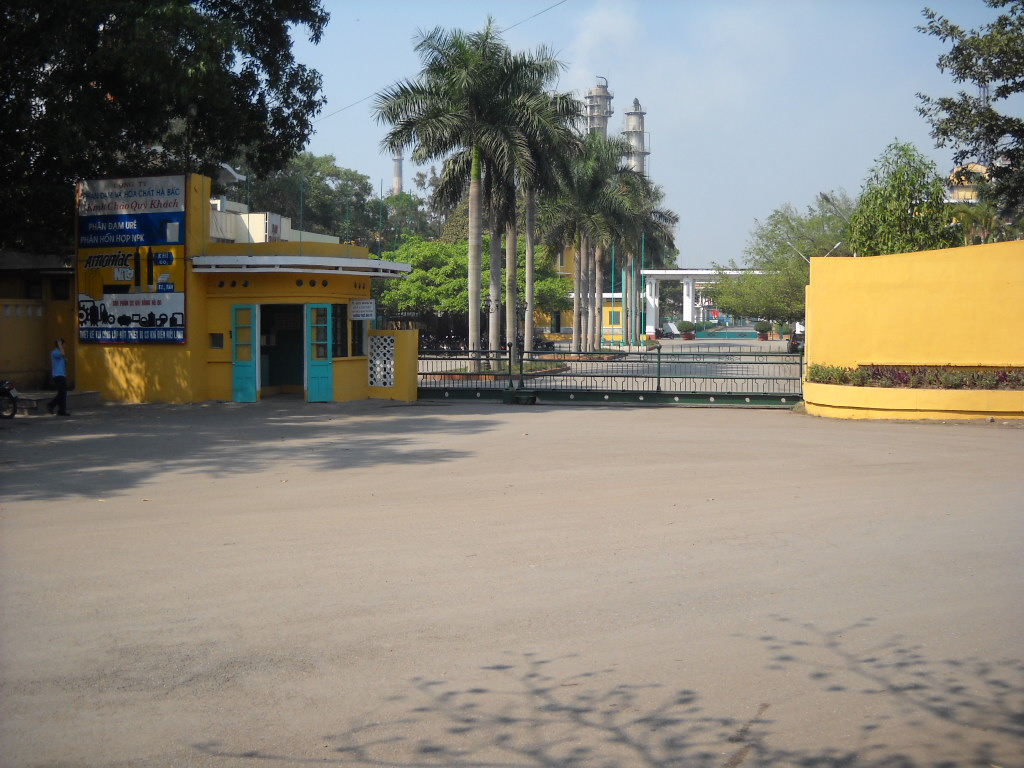
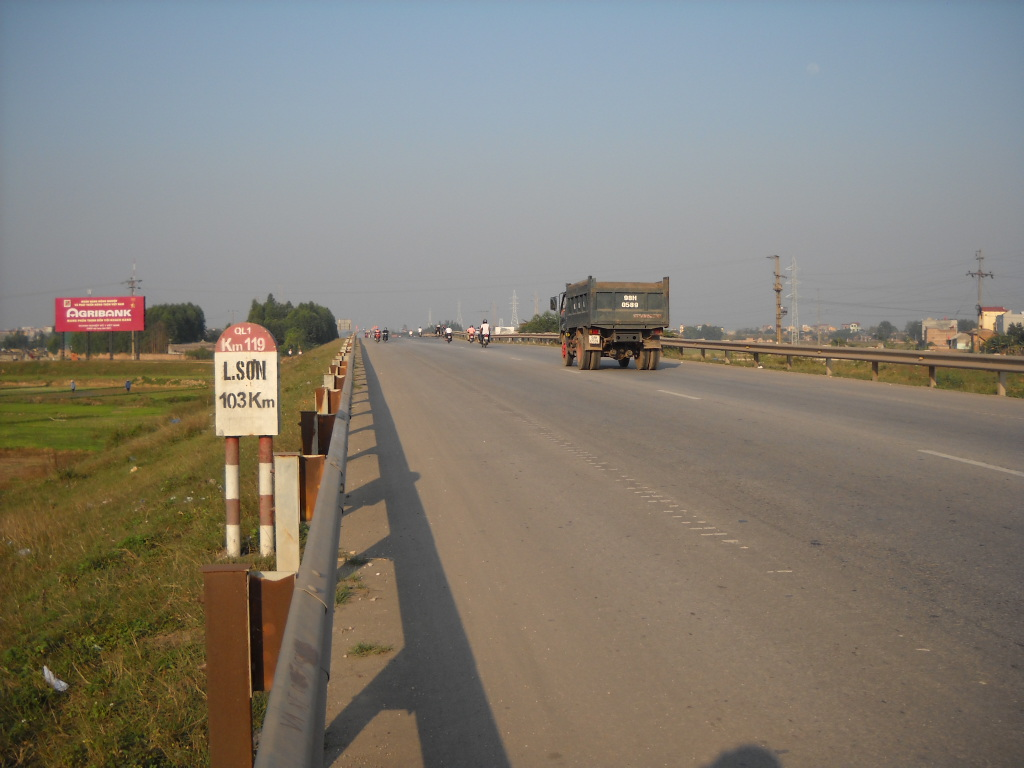
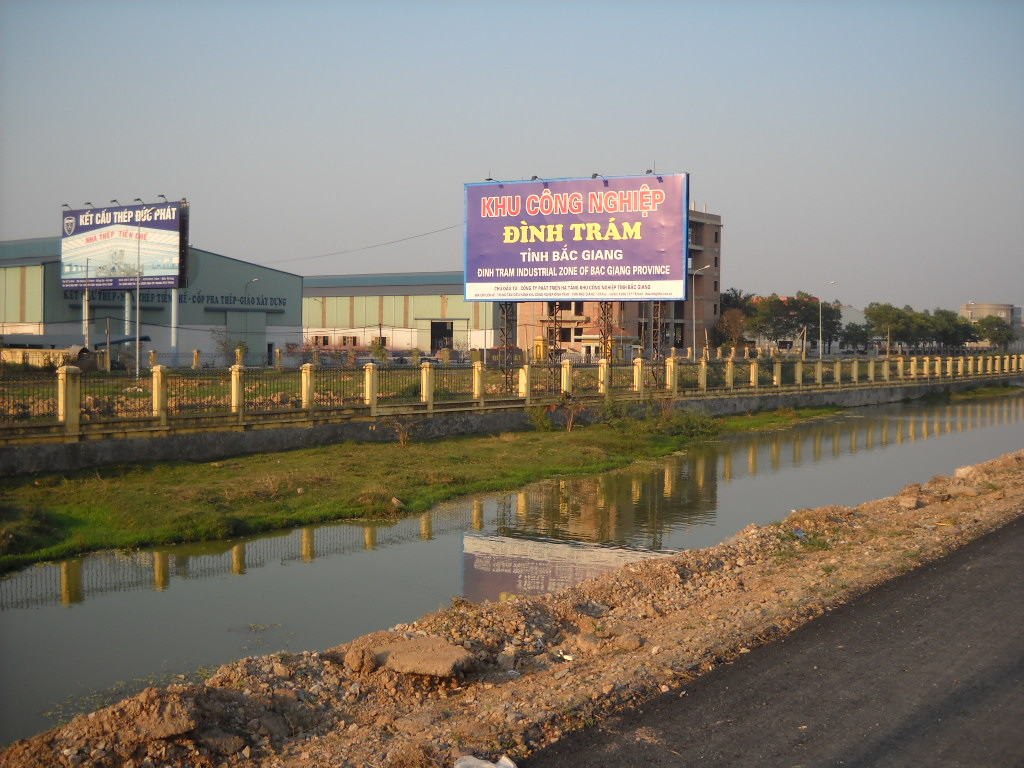
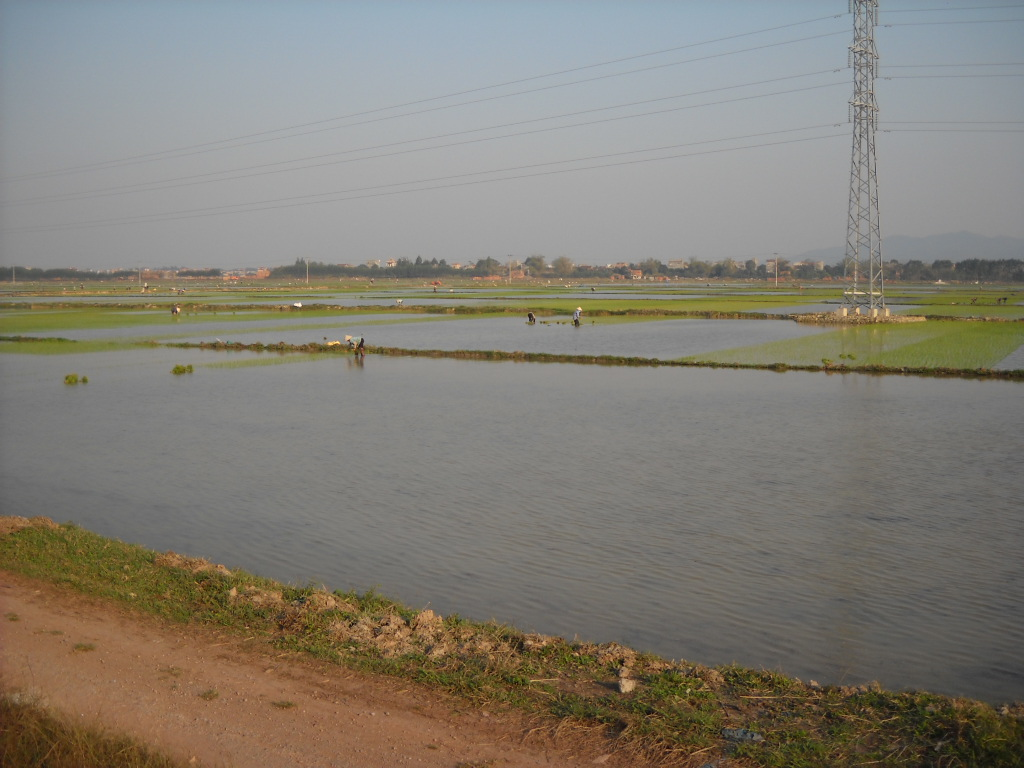